# Lichtenstein (Pfarrweisach)
Lichtenstein ist ein Gemeindeteil der Gemeinde Pfarrweisach im unterfränkischen Landkreis Haßberge in Bayern.

## Geografie
Das Kirchdorf liegt im nordöstlichen Teil des Landkreises auf einem langgestreckten Höhenzug der Haßberge etwa 130 Meter über dem Tal der Weisach. Straßen verbinden Lichtenstein mit den Nachbarorten Dürrnhof, Buch und Bischwind. Die Burg Lichtenstein prägt das Dorfbild. Mehrere Rhätsandsteinfelsen wurden in die Burg integriert.

## Geschichte

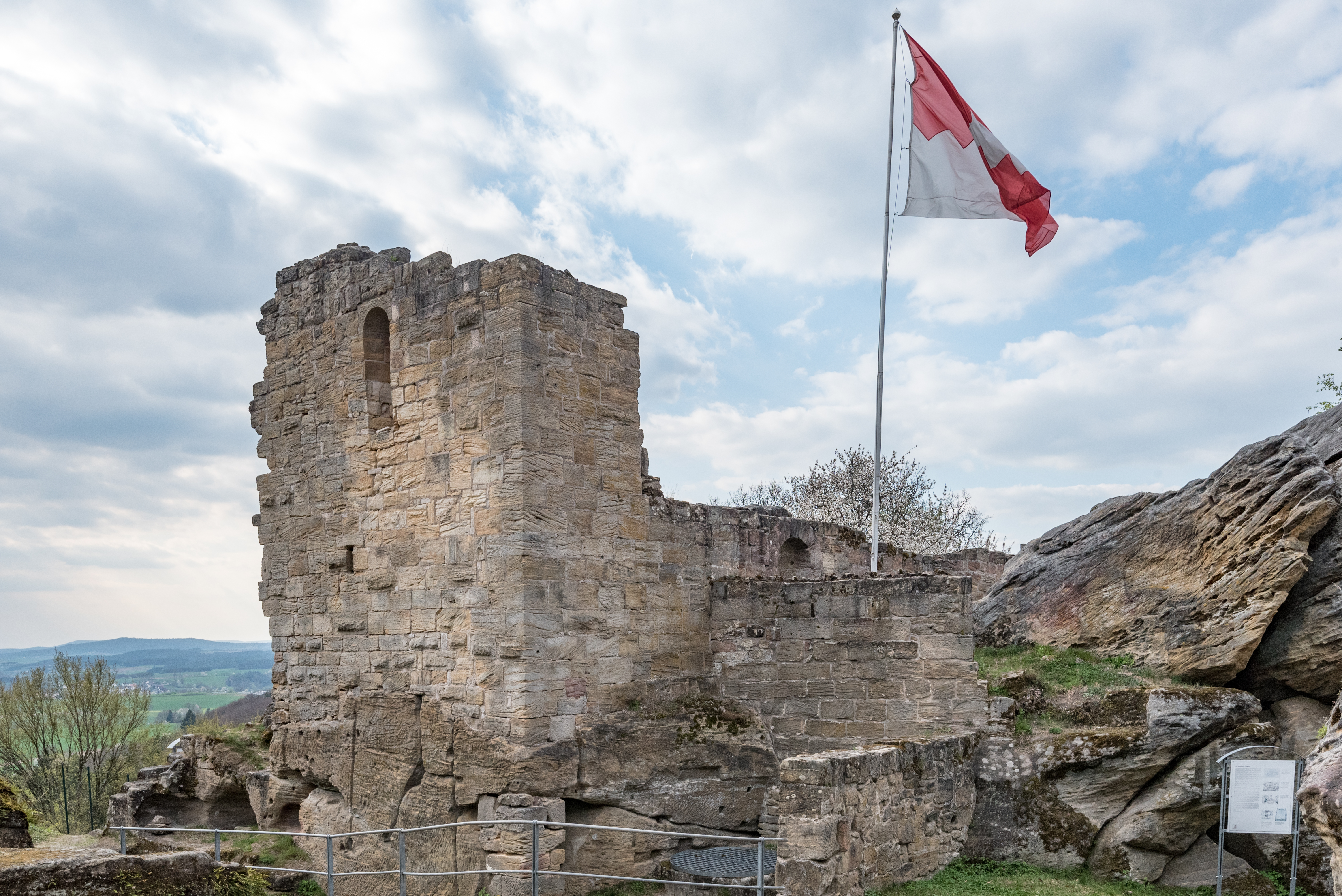
Burg Lichtenstein, Nordburg

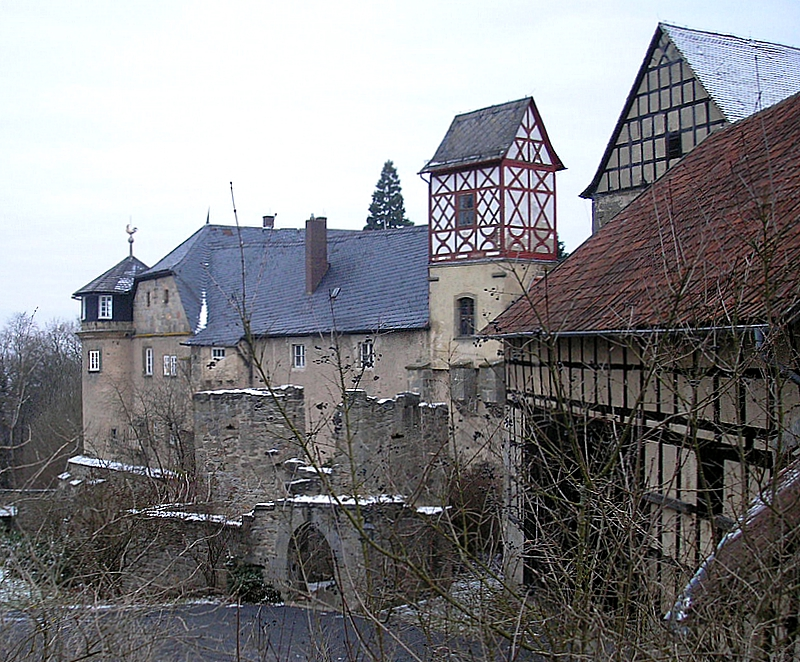
Südburg

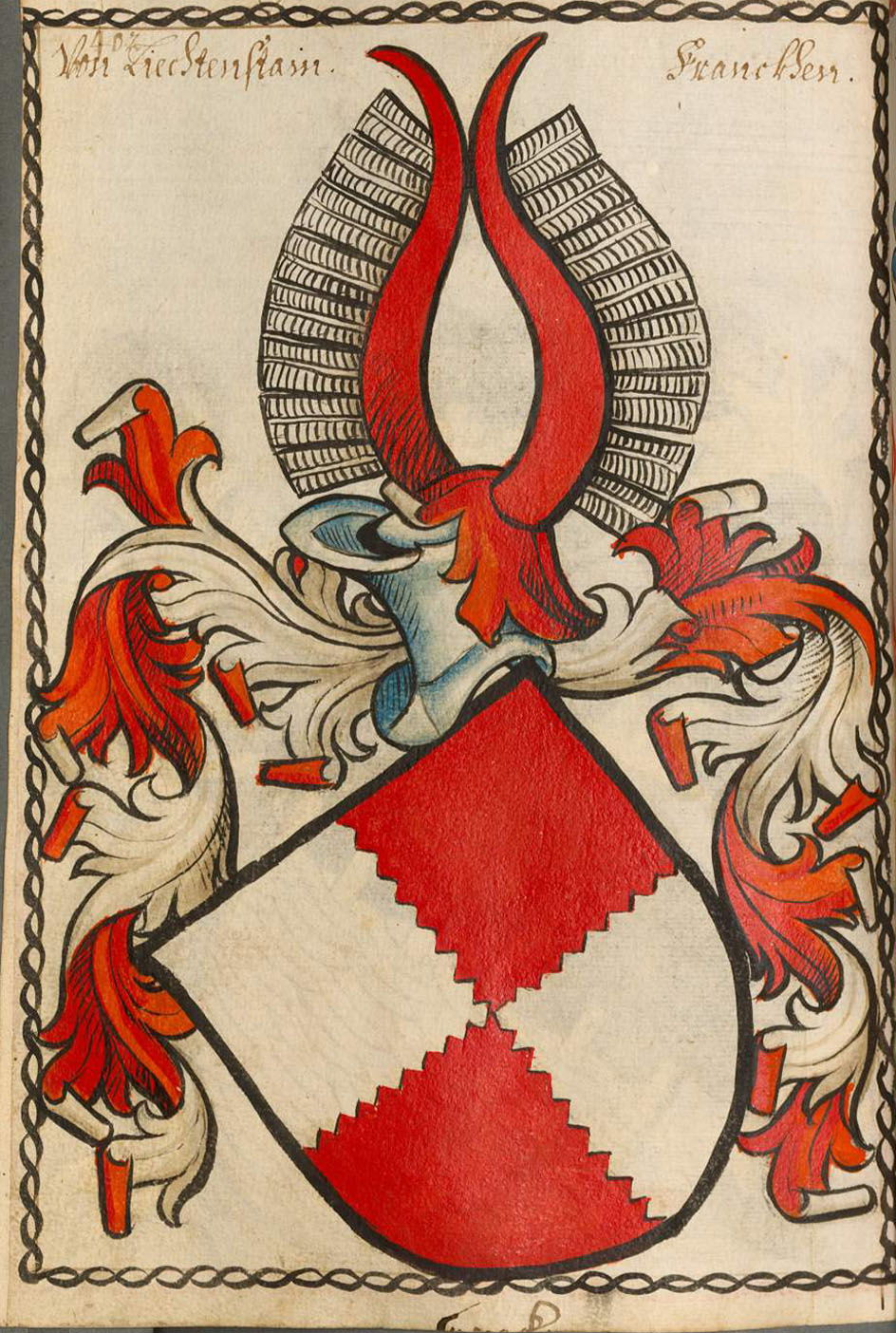
Wappen derer von Lichtenstein in Scheiblers Wappenbuch

Die Nordburg, den ältesten Teil der Anlage, ließen die Herren Stein von Lichtenstein, die mit den Stein zu Altenstein stammesverwandt waren, wohl zwischen 1181 und 1215 errichten. Die erste Nennung Lichtensteins war indirekt 1215, als „Tegeno von Lichtenstein“ Güter in Reckendorf und Gemünd mit dem Kloster Langheim tauschte. Das Dorf ist wohl erst im Anschluss an die Burg entstanden. Die erste direkte Erwähnung der Burg Lichtenstein mit einer Kapelle folgte 1232 in der Teilungsurkunde des Würzburger Fürstbischofs Hermann, in der Ebern von der Pfarrei Pfarrweisach getrennt wurde und Lichtenstein bei der Mutterkirche verblieb. Der Bau der Südburg folgte um 1330/50 an Stelle einer Vorburg.
Kurz nach 1354 belehnte der Würzburger Fürstbischof sechs oder sieben lokale Adelsfamilien mit Teilbereichen der Burganlage, die in der Folge in mehrere Kleinstsitze unterteilt und bis 1525 als Ganerbenburg ausgebaut wurde. Nach Zerstörungen 1525 im Bauernkrieg und 1552 im Zweiten Markgrafenkrieg wurde die Nordburg nur notdürftig instand gesetzt. 1565 gelang es den Lichtensteinern, die gesamte Burganlage komplett zurückzuerwerben. Sie erweiterten die weitgehend intakte Südburg als Stammsitz ab 1570 zum heutigen Umfang. Die Nordburg überließen sie dem Verfall.
1699 starb mit Wilhelm Ulrich von Lichtenstein zu Lichtenstein die Hauptlinie der Familie aus. Die Burg ging im Erbgang an die Linie Lichtenstein zu Lahm. 1845 starb mit Karl August von Lichtenstein zu Lahm der letzte Spross der Nebenlinie und die Herren von Rotenhan übernahmen die Burganlage und bauten die Südburg romantisch historisierend um. Nach dem Kirchbau wurden im Jahr 1735 die evangelisch-lutherische Kirchengemeinde Bischwind bei Heilgersdorf mit der von Lichtenstein zusammengelegt. Der Sitz der vereinigten Pfarrei war Lichtenstein.
1818 entstand die Ruralgemeinde Lichtenstein, bestehend aus dem Pfarrdorf Lichtenstein und den Weilern Buch, Dürrnhof sowie Herbelsdorf. 1862 wurde Lichtenstein in das neu geschaffene bayerische Bezirksamt Ebern eingegliedert. Die 813,90 Hektar große Landgemeinde zählte im Jahr 1871 237 Einwohner, von denen 217 evangelisch waren, und 37 Wohngebäude. Das Pfarrdorf hatte 76 Einwohner. Eine evangelische Bekenntnisschule stand im Hauptort.
1900 wohnten im Hauptort 81 Einwohner in 15 Wohngebäuden. Der Ort gehörte zum Sprengel der katholischen Pfarrei in Pfarrweisach. Die evangelisch-lutherische Pfarrei war mit Bischwind vereinigt. 1925 lebten in Lichtenstein 67 Personen in 16 Wohngebäuden. 1950 hatte der Ort 121 Einwohner und 16 Wohngebäude. Im Jahr 1961 zählte Lichtenstein 82 Einwohner und unverändert 16 Wohngebäude. 1970 waren es 81 und 1987 74 Einwohner sowie 19 Wohngebäude mit 20 Wohnungen.
Am 1. Juli 1972 wurde der Landkreis Ebern aufgelöst und die Gemeinde Lichtenstein kam zum Haßberg-Kreis. Am 1. Mai 1978 folgte bis auf den Gemeindeteil Buch die Eingliederung der Gemeinde Lichtenstein nach Pfarrweisach.

## Baudenkmäler

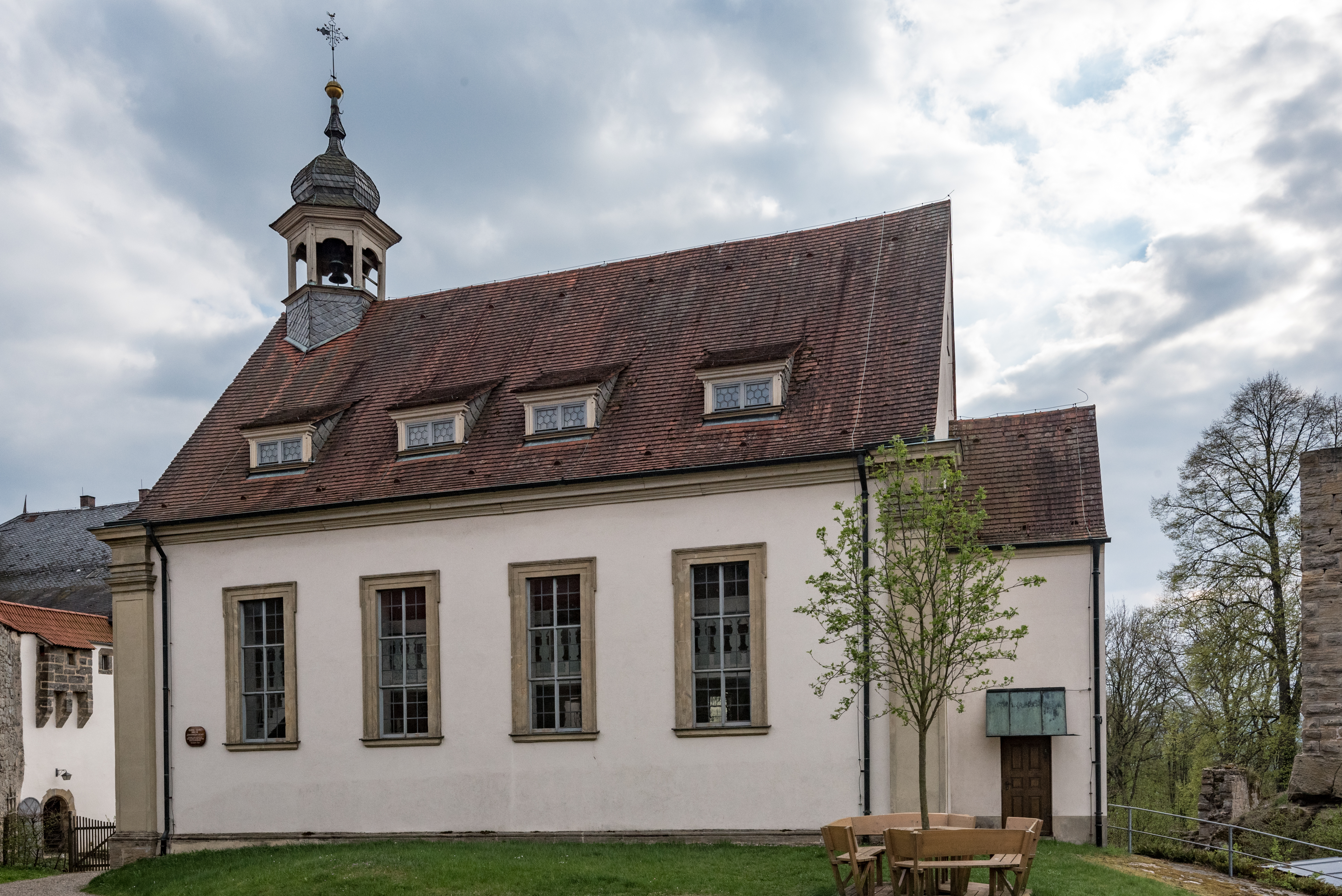
Evangelisch-lutherische Kirche Zum Ewigen Licht

Die Burganlage besteht aus der Nord- und der Südburg. Die Nordburg ist eine Ruinenanlage mit Bergfried, Torbauten, Ringmauer und Kapelle. Die bewohnte Südburg ist um einen Hof gruppiert. Sie hat einen gotischem Wohnturm und angegliedert einen dreigeschossigen Renaissancebau, Zwinger und Wehrgang.
Die evangelisch-lutherische Kirche Zum Ewigen Licht, ein Saalbau mit Werksteingliederungen und mit einem Satteldach, einem Dachreiter sowie einer Zwiebelhaube wurde 1710–1729 errichtet. Es war eine Stiftung von Florine Margarthe von Lichtenstein.
In der Bayerischen Denkmalliste sind insgesamt sieben Baudenkmäler aufgeführt.

## Persönlichkeiten
- Andreas Gerhard Wilhelm Töpfer († 1916), Präparandenhauptlehrer, Leiter der Präparandenschule Marktsteft von 1866–1903[16]